# دوربین سوراخ‌سوزنی

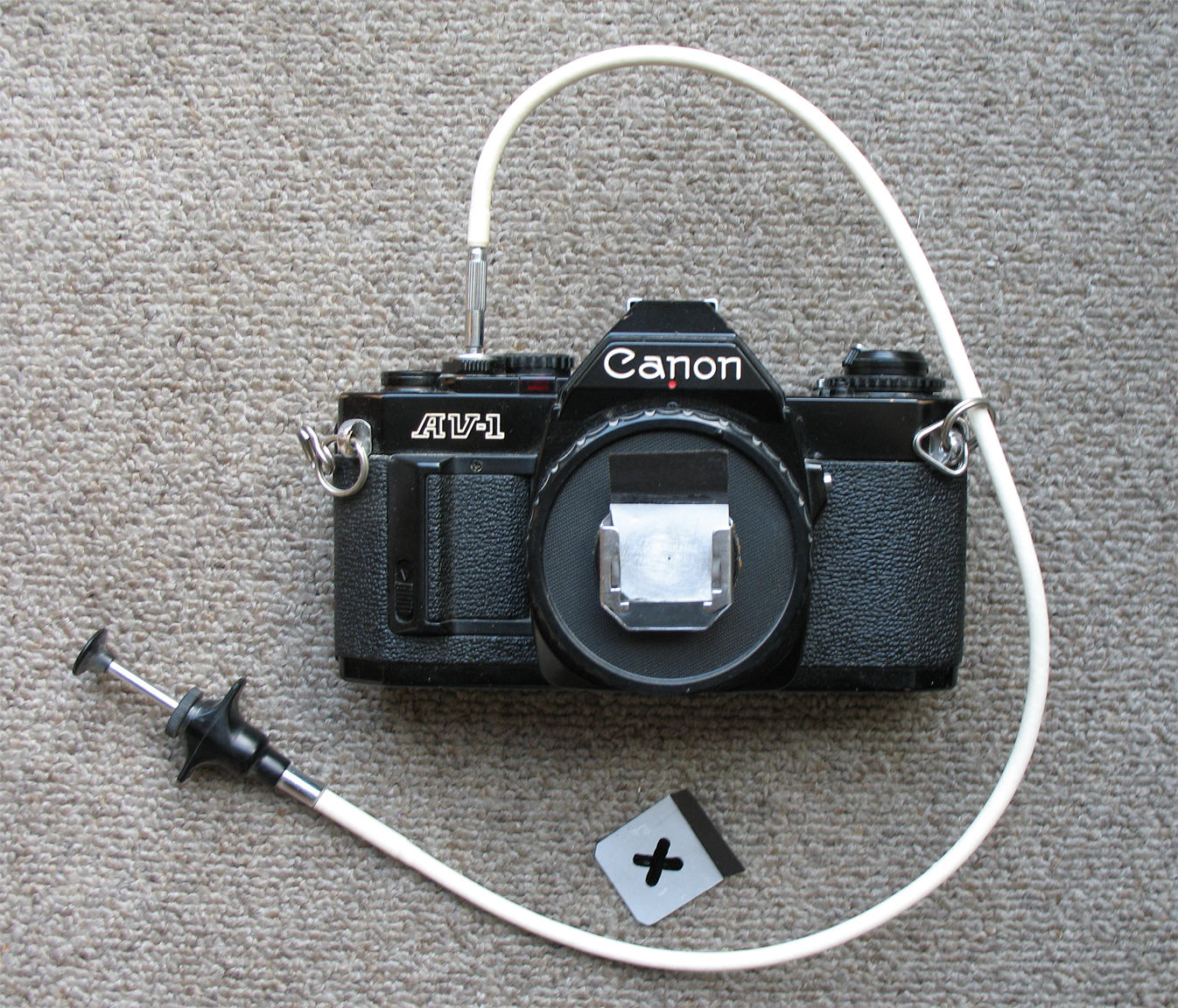
A home-made pinhole camera

نحوهٔ کارکرد دوربین سوراخ‌سوزنی

دوربین سوراخ‌سوزنی، اتاقک تاریک یا جعبه تاریک (به انگلیسی: Camera) یا (camera obscura)، اولین دوربین عکاسی ساده‌ای است که لنز ندارد و نور از سوراخ کوچکی وارد آن می‌شود. در این نوع دوربین‌ها عمق میدان بی‌نهایت بوده و تمام تصویر کانونی می‌شود.
دوربین سوراخ‌سوزنی در اصل، جعبه یا اتاقکی است که فقط بر روی یکی از سطوح آن روزنه‌ای ریز، وجود دارد و عبور نور از این روزنه باعث می‌شد که تصویری نسبتاً واضح اما به صورت وارونه در سطح مقابل آن ایجاد شود.

## تاریخچه
ده‌ها سال قبل از اختراع عکاسی، اساس کار دوربین عکاسی وجود داشته‌است؛ موزی، ارسطو و اقلیدس در سدهٔ ۵ و ۴ پیش از میلاد نحوهٔ کارکرد دوربین سوراخ سوزنی را شرح داده‌بودند.
در یونان باستان عقیده بر این بود که نور از چشم به سمت اشیاء می‌تابد و بازتاب آن باعث دیدن و دیده شدن، می‌شود. ارسطو و اقلیدس با استفاده از تئوری سوراخ‌سوزنی تلاش کردند خلاف آن نظریه را ثابت کنند. آن‌ها در پشت دوربین‌های سوراخ سوزنی صفحه‌ای نیمه‌مات قرار می‌دادند تا تصویر بازتاب شدهٔ روی آن با چشم دیده شود. در قرن ششم میلادی، آنتمیوس در آزمایش‌های خود از دوربین تاریکخانه‌ای استفاده کرد.
ابن هیثم پدر علم فیزیک نور، در سدهٔ پنجم هجری/یازدهم میلادی، تئوری دوربین سوراخ سوزنی را گسترش داد و در مشاهدات خورشید گرفتگی خود از وسیله‌ای به نام «جعبه تاریک» استفاده کرده بود. او برای نخستین‌بار از دوربین سوراخ سوزنی و دوربین تاریکخانه‌ای در آزمایش‌هایش جهت بررسی خواص نور، استفاده نمود و آن را به جهان معرفی کرد. این دوربین در زمان جنگ‌های صلیبی به اروپا راه یافت و به شدت مورد توجه نقاشان قرار گرفت و همهٔ نقاشان به‌ویژه نقاشان ایتالیایی سدهٔ شانزدهم از آن برای طراحی دقیق چشم‌اندازها و دیدن دورنمایی صحیح بهره می‌بردند، به این ترتیب که کاغذی را بر روی سطح مقابل روزنه قرار می‌دادند و تصویر شکل گرفته را ترسیم می‌کردند. بعدها نقاشان با استفاده از این ابزار توانستند با مشاهده و رونوشت برداری از تصویر رویت شده در داخل آن با کمک آینه‌ای، پرسپکتیو مناظر مختلف را درک و آن را تئوریزه و شرح دهند که تبدیل به علم ژرفانمایی یا پرسپکتیو شد.

## ویژگی‌های عکسبرداری دوربین سوراخ‌سوزنی
- عکس‌های سوراخ‌سوزنی دارای عمق میدان تقریباً بی‌نهایت هستند، همه چیز در کانون ظاهر می‌شود.
- از آنجا که هیچ واپیچش لنزی وجود ندارد، تصاویر با زاویهٔ دید عریض کاملاً راست‌خط باقی می‌مانند.
- زمان‌های نوردهی معمولاً طولانی هستند، که باعث تاری در اطراف اجسام در حال حرکت و عدم وجود اشیائی که خیلی سریع حرکت می‌کنند، می‌شود.

دوربین‌های سوراخ‌سوزنی ویژگی‌های خاص دیگری نیز دارند، مانند قابلیت عکسبرداری مضاعف با استفاده از سوراخ‌های چندگانه، یا امکان گرفتن عکس‌هایی با ژرفانمایی استوانه‌ای یا کروی با خم‌کردن صفحه فیلم.